# Novello & co.

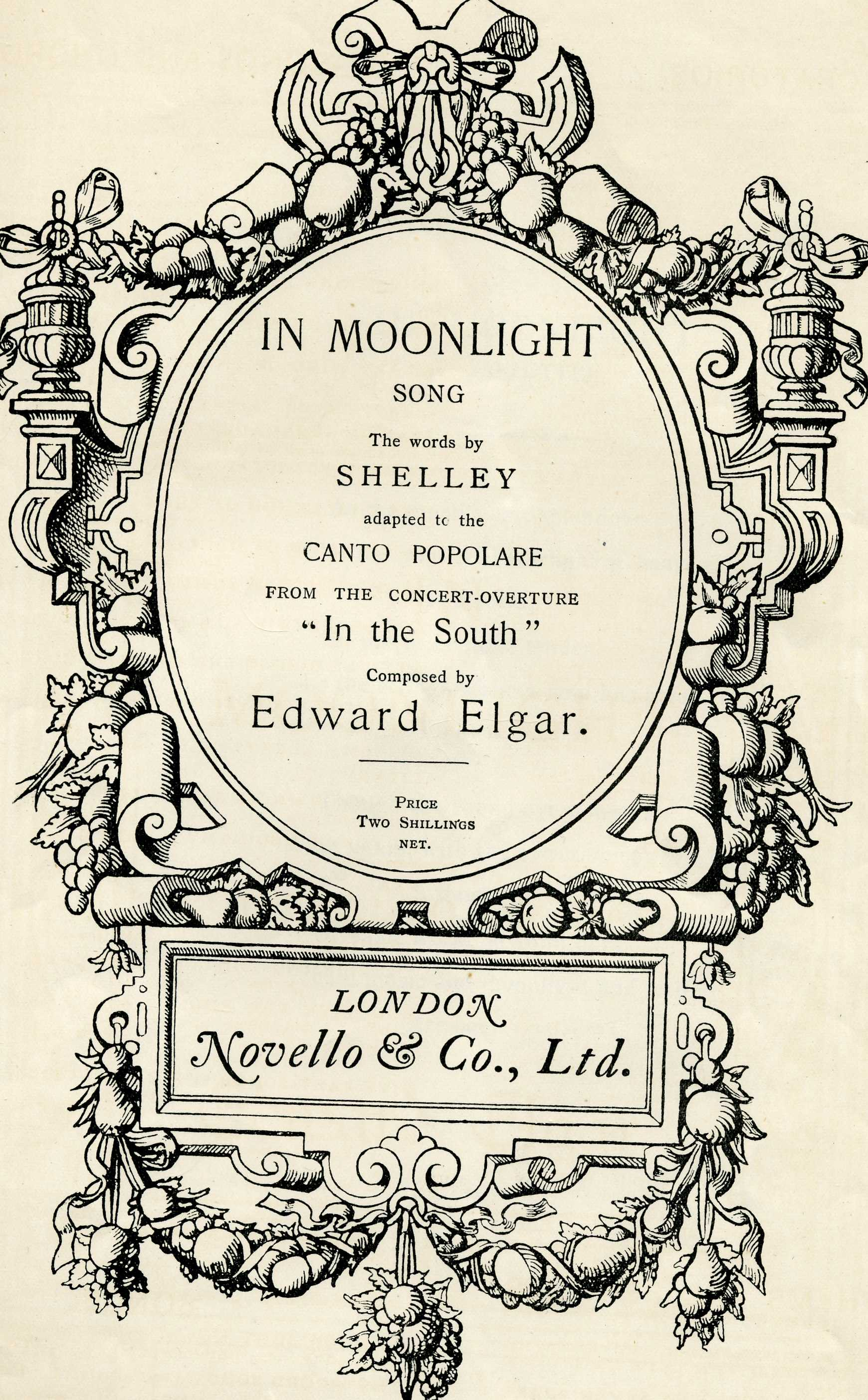
Version av "In Moonlight" av Edward Elgar, utgiven av Novello & co

Novello & co. är ett musikförlag i London, som räknar sina anor tillbaka till 1811, då Vincent Novello utgav A collection of sacred music.
Förlagsverksamheten fortsattes av hans son Alfred Novello, som 1861 antog en kompanjon, varvid firmans namn ändrades till Novello & co..